# Chaosflo44
Chaosflo44, bürgerlich Florian Karl Jelinek, (* 13. Dezember 1998 in Hollabrunn) ist ein österreichischer Webvideoproduzent. Er betreibt einen der größten österreichischen YouTube-Kanäle und erreichte damit mehr als eine Milliarde Videoabrufe.

## Leben
Florian Jelinek stammt aus dem Bezirk Hollabrunn in Niederösterreich. Er hat 2017 seinen Abschluss an der HTL für Wirtschaftsingenieurwesen abgelegt. Im Rahmen seines Wehrersatzdiensts war er von Oktober 2017 bis 2018 in einem Pflegeheim für alte Menschen tätig. Seit November 2018 arbeitet Jelinek als selbständiger Webvideoproduzent.
Am 25. Oktober 2009 erstellte Florian Jelinek auf dem Videoportal YouTube seinen Kanal Chaosflo44. Mit elf Jahren lud er darauf das erste Video hoch. Dieses ist allerdings nicht mehr verfügbar. Bekannt wurde er vor allem durch Let’s-Play-Videos zu dem Open-World-Spiel Minecraft. Er veröffentlicht auf dem Kanal mehrmals pro Woche ein Video um 12 Uhr.

## Rezeption
Die Kronen Zeitung schätzte im Jahr 2018 seine Einnahmen durch den Kanal auf 220 000 Euro pro Jahr. Die Austria Presse Agentur analysierte im Jahr 2018 die mediale Präsenz von Influencern in der österreichischen Presse; Chaosflo44 hatte mit 78 Beiträgen die sechsthöchste Präsenz aller Influencer in Österreich.
Eine Erhebung der auf Kinder- und Familienmarketing spezialisierten Agentur KB&B unter 600 Kindern listete Chaosflo44 im Jahr 2019 auf Platz neun der bekanntesten YouTuber im deutschsprachigen Raum bei Kindern im Alter bis zu 14 Jahren.

## Diskografie
Florian J. produziert seit 2013 auch Musikvideos, in denen er häufig als Sänger zu hören ist. Derzeit sind von ihm insgesamt drei Singles unter verschiedenen Musiklabels erschienen.
| Titel Musiklabel                         | Erstveröffentlichung |
| ---------------------------------------- | -------------------- |
| Team Melone Apart12                      | 7. Dezember 2018     |
| Tobbss stinkt Apart12                    | 6. Dezember 2019     |
| Team Melone (Hardstyle Remix) Chaosflo44 | 8. Dezember 2022     |

## Auszeichnungen
| Preisverleihung      | Kategorie          | Resultat | Datum             |
| -------------------- | ------------------ | -------- | ----------------- |
| Austrian Video Award | Gaming             | Gewonnen | 17. November 2017 |
| Austrian Video Award | Person of the Year | Gewonnen | 17. November 2017 |
| Austrian Video Award | Gaming             | Gewonnen | 15. November 2018 |
| Austrian Video Award | Gaming             | Gewonnen | 22. November 2019 |